# Square de Clignancourt
Le square de Clignancourt est une voie du 18e arrondissement de Paris, en France.

## Situation et accès
Le square de Clignancourt est une voie publique située dans le 18e arrondissement de Paris. Il débute au 70, rue Ordener et finit au 50, rue Hermel et au 3, rue Joseph-Dijon.

## Origine du nom
Elle tient son nom de son voisinage avec la rue de Clignancourt qui porte le nom de l'ancien village de Clignancourt dont elle était la voie principale.

## Historique
Le square été aménagé sur les terrains de la Compagnie générale des omnibus. Le jardin public et les premier et deuxième tronçons (voie d'accès depuis la rue Ordener et voie entourant le jardin public) sont déclarés d'utilité publique par décret du 28 novembre 1912. Le nivellement de ces deux tronçons est modifié par décret du 13 février 1914. Il est dénommé « square de Clignancourt » par arrêté du 29 juillet 1914. Il est entouré d’une série d’immeubles en pierre et en brique, réalisés par l’architecte Paul Morice. Le troisième tronçon, donnant sur la rue Joseph-Dijon, est déclaré d'utilité publique par décret du 7 janvier 1921. 
Le jardin public au centre de la voie est renommé, en 2007, « square Maurice-Kriegel-Valrimont ».